# 영원 (남제)
영원(永元)은 중국 제(齊) 후폐제(後廢帝) 소보권(蕭寶卷)의 연호이다. 499년에서 501년 3월까지 2년 3개월 동안 사용하였다. 501년 3월에 소보권이 폐위되어 연호도 폐지되었다.
같은 시기에 사용된 다른 연호로는 북위(北魏)에서 사용한 태화(太和 : 477년 ~ 499년), 경명(景明 : 500년 ~ 504년)이 있다.

## 개원
영원(永元) 원년 1월 1일(499년 1월 28일)에 영원(永元)으로 개원함.

## 연대대조표
| 영원                | 원년            | 2년             | 3년        |
| 서력                | 499년           | 500년           | 501년      |
| 육십간지 (六十干支) | 기묘(己卯)      | 경진(庚辰)      | 신사(申巳) |
| 북위 (北魏)         | 태화(太和) 23년 | 경명(景明) 원년 | 2년        |

## 같이 보기
- 다른 왕조의 같은 연호
  - 후한(後漢) 영원(89년 ~ 105년)
  - 전량(前凉) 영원(320년 ~ 324년)

- 중국의 연호

| 이전 연호 영태(永泰) | 중국의 연호 제(齊) | 다음 연호 중흥(中興) |